# Kanton Ganges
Kanton Ganges (francouzsky Canton de Ganges) je francouzský kanton v departementu Hérault v regionu Languedoc-Roussillon. Tvoří ho devět obcí.

## Obce kantonu
- Agonès
- Brissac
- Cazilhac
- Ganges
- Gorniès
- Laroque
- Montoulieu
- Moulès-et-Baucels
- Saint-Bauzille-de-Putois